# لانستير
 لانستير ، (بالإنجليزية: Lanester)‏، (الفرنسية:Lannarstêr)، بلدية فرنسية تقع في إقليم جورا، في قسم موربيهان، في منطقة بروتاني ، في شمال غرب فرنسا.